# مقايسة تراص جسيم اللولبية الشاحبة

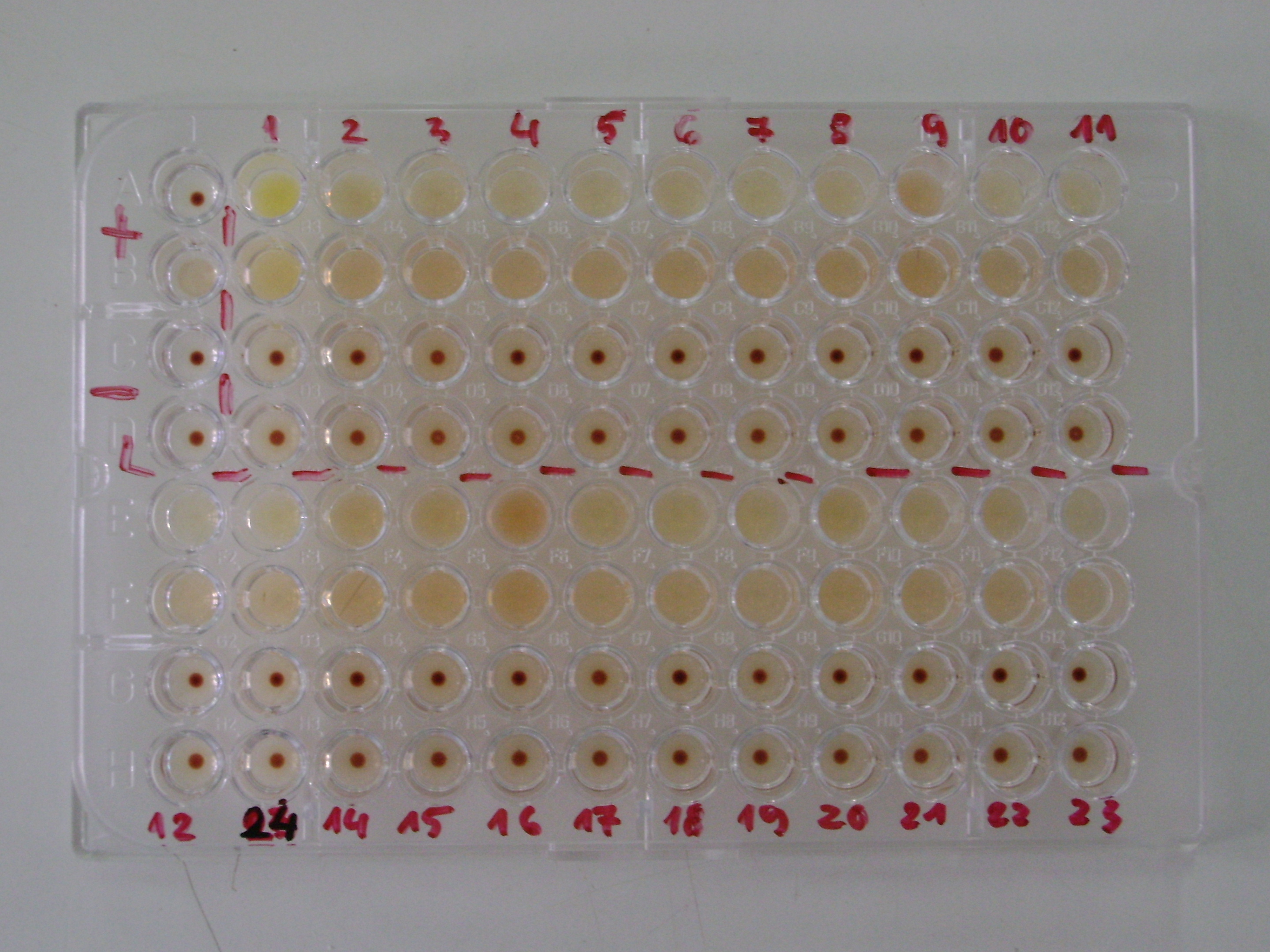
طبق المعايرة

مقايسة تراص جسيم اللولبية الشاحبة (اختصارًا اختبار TPPA) هي مُقايسةُ تراصٍ غير مُباشرةٍ تستخدم للكشف ومعايرة الأجسام المضادة للعامل المُسبب للزهري، وهو اللولبية الشاحبة.